# Alphonse Chovet
Alphonse Chovet est un homme politique français né le 26 novembre 1831 à Compiègne (Oise) et décédé le 13 octobre 1905 à Compiègne.
Avocat, puis avoué à Compiègne, il est maire de Compiègne de 1878 à 1902, conseiller général de Compiègne-Nord de 1878 à 1904 puis président du conseil général de l'Oise (1901-1904). Il est sénateur de l'Oise de 1888 à 1905. 
C'est un parlementaire actif, souvent rapporteur sur des textes importants en rapport avec la justice. Il est notamment rapporteur du budget de la justice.

## Sources
- « Alphonse Chovet », dans Adolphe Robert et Gaston Cougny, Dictionnaire des parlementaires français, Edgar Bourloton, 1889-1891 [détail de l’édition]
- « Alphonse Chovet », dans le Dictionnaire des parlementaires français (1889-1940), sous la direction de Jean Jolly, PUF, 1960 [détail de l’édition]
- « Chovet Alphonse », Anciens sénateurs IIIe  République, sur senat.fr (consulté le 21 mars 2022).